# Johann Adam Limprecht
Johann Adam Limprecht (auch Johannes Adamus Limprecht, * 2. Dezember 1651 in Breslau, Erbfürstentum Breslau; † 27. Juni 1735 in Berlin) war ein deutscher Mediziner und Leibarzt des Herzogs von Württemberg zu Oels und Bernstadt in Schlesien.

## Leben
Johann Adam Limprecht studierte an der Universität Leipzig Medizin. Anschließend wirkte er zunächst als Stadtarzt in Breslau und dann als Physicus in Angermünde, bevor er Physicus in Fürstenwalde wurde. Er war Mitglied des ärztlichen Collegiums zu Berlin sowie Rat und Leibarzt des Herzogs von Württemberg zu Oels und Bernstadt in Schlesien.
Am 6. Mai 1682 wurde Johann Adam Limprecht mit dem akademischen Beinamen Fabius als Mitglied (Matrikel-Nr. 102) in die Leopoldina aufgenommen. Am 10. Juni 1719 wurde er ordentliches Mitglied der Königlich-Preußischen Akademie der Wissenschaften.